# Coupe du monde d'escrime 2017-2018
Navigation
Édition précédente Édition suivante
La coupe du monde d'escrime 2017-2018 est la 47e édition de la coupe du monde d'escrime, compétition d'escrime organisée annuellement par la Fédération internationale d'escrime.

## Distribution des points
Les compétitions du calendrier se divisent en cinq catégories. Toutes rapportent des points comptant pour la coupe du monde selon un coefficient préétabli : coefficient 1 pour les épreuves de coupe du monde, coefficient 1,5 pour les grands prix et championnats de zone et coefficient 2,5 pour les championnats du monde. Les tournois satellite, destinés à familiariser de jeunes tireurs avec les compétitions internationales, rapportent peu de points.

### Individuel
| Rang                                 | 1er | 2e | 3e | 5e à 8e | 9e à 16e | 17e à 32e | 33e à 64e |
| ------------------------------------ | --- | -- | -- | ------- | -------- | --------- | --------- |
| Championnats du monde                | 80  | 65 | 50 | 35      | 20       | 10        | 5         |
| Championnats continentaux Grand Prix | 48  | 39 | 30 | 21      | 12       | 6         | 3         |
| Coupe du monde                       | 32  | 26 | 20 | 14      | 8        | 4         | 2         |
| Satellite                            | 4   | 3  | 2  | 1       | 0        | 0         | 0         |

### Par équipes
Le partage des points est le même pour toutes les compétitions par équipes, sauf pour les championnats du monde qui rapportent le double.
| Rang                                     | 1er | 2e  | 3e | 4e | 5e | 6e | 7e | 8e | 9e | 10e | 11e | 12e | 13e | 14e | 15e | 16e | 17e à 32e |
| ---------------------------------------- | --- | --- | -- | -- | -- | -- | -- | -- | -- | --- | --- | --- | --- | --- | --- | --- | --------- |
| Championnats du monde                    | 128 | 104 | 80 | 72 | 64 | 60 | 56 | 52 | 50 | 48  | 46  | 44  | 42  | 40  | 38  | 36  | 16        |
| Championnats continentaux Coupe du monde | 64  | 52  | 40 | 36 | 32 | 30 | 28 | 26 | 25 | 24  | 23  | 22  | 21  | 20  | 19  | 18  | 8         |

## Faits notoires

### Modifications dans le calendrier
Le calendrier connaît de nouvelles modifications, moins importantes que la saison passée. Dans le calendrier masculin, le tournoi de coupe du monde de Dakar est déplacé mais reste sur le continent africain puisqu'il se tient à Alger. La zone Amérique perd le Jockey Club Argentino de Buenos Aires au profit de Legnano, en Europe, qui figurait auparavant sur le calendrier féminin.
Les changements sont plus nombreux dans ce dernier, qui s'adapte au souhait de la FIE d'organiser les épreuves selon un roulement fleuret-épée-sabre. Le trophée BNP Paribas d'Orléans se déroule un peu plus tôt dans la saison, l'épreuve de sabre de Yangzhou est remplacée par Sint-Niklaas. À l'épée, La Havane remplace Legnano et Dubaï prend la place de Rio de Janeiro. En ce qui concerne le nombre d'épreuves par zone, c'est donc un statu quo par rapport à la saison précédente. Dans le calendrier des Grands Prix, mixtes, Bogotá cède sa place à Cali.

### Premier podium au sabre pour Arianna Errigo

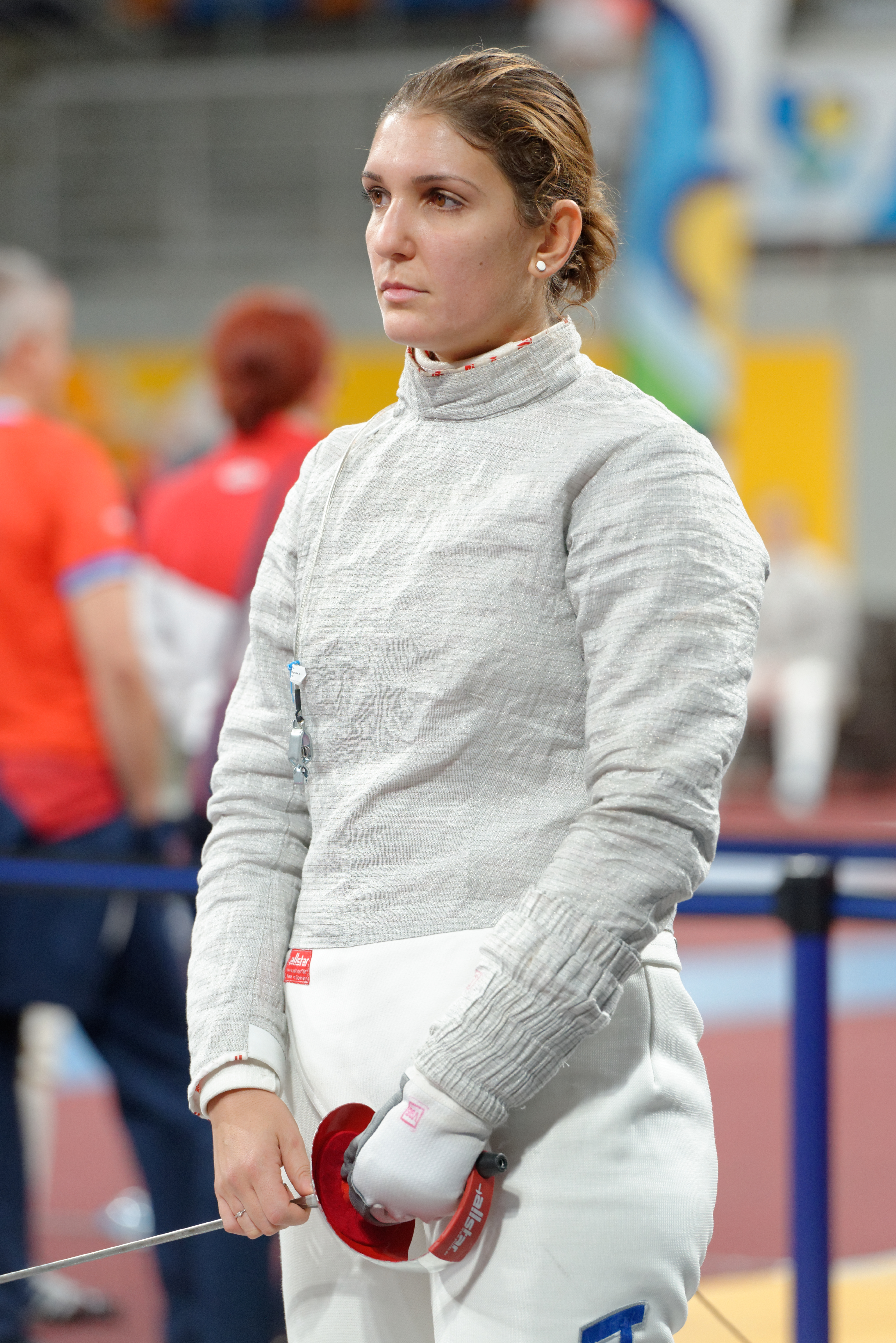
Arianna Errigo, en tenue de sabreuse

Tenue en échec aux Jeux olympiques de Rio de Janeiro, où son élimination dès le stade des seizièmes de finale aux mains de la Canadienne Eleanor Harvey avait fait l'effet d'un coup de tonnerre, Arianna Errigo s'était lancée dès la saison de coupe du monde 2016-2017 dans le « pari fou » de se qualifier pour les Jeux olympiques d'été de 2020 à la fois au fleuret et au sabre. La réduction du nombre de qualifiés par nation (trois en individuel et un remplaçant par équipes) a encouragé depuis plusieurs décennies la spécialisation des escrimeurs dans une seule arme. La dernière apparition d'un même escrimeur sur le podium olympique de deux armes différentes remonte aux Jeux de 1980, à Moscou, avec les médailles obtenues par équipes à l'épée et au fleuret par le Soviétique Ashot Karagyan. 
Pour sa première saison, débutée en décembre au Grand Prix de Cancún, Errigo était parvenue à se qualifier pour le tableau final de cinq compétitions sur six et obtenu une qualification pour le troisième tour au tournoi de Yangzhou. Encore loin des spécialistes du sabre italiennes, elle n'avait pas été retenue pour les grands championnats et terminé la saison à la 81e place du classement international. Cette saison, elle répète cette performance à deux reprises, à Orléans et Sint-Niklaas et obtient, après très exactement une année complète de sabre de haut niveau, son premier podium international sur les lieux de ses débuts, à Cancún. Sur son chemin, elle bat des grandes spécialistes du top 16 : Charlotte Lembach (no 9), Anna Márton (no 1) et Cécilia Berder (no 3), avant de tomber contre la multiple championne du monde Olha Kharlan.

### Déroulement de la saison
- Première victoire en coupe du monde pour Rossella Gregorio (Orléans), Hong Hyo-jin (Saint-Maur), Coraline Vitalis (La Havane), Martina Criscio (Baltimore), Zhu Mingye (Barcelone), Bianca Pascu (Athènes) et Maxime Pauty (Saint-Pétersbourg).

### Changements de numéros 1 mondiaux
- Paolo Pizzo prend la place de no 1 mondial de l'épée messieurs après le tournoi de Legnano. Après les championnats d'Europe, Bohdan Nikishyn passe en tête du classement. C'est finalement le tenant du titre, Yannick Borel, qui s'impose au classement en devenant champion du monde. Il devance Nikishyn de trois points.

- Médaillée au Glaive de Tallinn, l'Estonienne Julia Beljajeva s'empare de la première place du classement général de l'épée dames occupée par Violetta Kolobova, absente. À la suite de la coupe du monde de Barcelone, c'est la championne olympique en titre Emese Szász-Kovács qui, malgré sa défaite en sixièmes de finale, reprend la tête du classement. Après les championnats d'Europe, Mara Navarria occupe la 1re place du classement avec quatre points d'avance sur sa première poursuivante, Olena Kryvytska.

- Au fleuret messieurs, Timur Safin prend pour un point la place de no 1 au détriment d'Alexander Massialas. Le Russe devance l'Américain après leur finale au Grand Prix de Turin, pourtant remportée par Massialas. Daniele Garozzo s'empare ensuite de la tête du classement après sa finale perdue au Challenge international de Paris. C'est un autre italien, Alessio Foconi, qui l'en déloge après l'épreuve de Saint-Pétersbourg. Race Imboden devient le quatrième no 1 de la saison après son podium au Grand Prix de Shanghai.

- Au terme du challenge international de Saint-Maur, Lee Kiefer passe devant Inna Deriglazova en tête du classement mondial du fleuret féminin. Cette dernière reprend les commandes du classement mondial après sa victoire au Grand Prix de Turin.

- Olha Kharlan remplace Anna Márton à la première place du classement de sabre dames en gagnant le Grand Prix de Cancún.

## Calendrier

### Messieurs
| Légende | Abrégé | Catégorie            |
|         | ChM    | Championnat du monde |
|         | ChZm   | Championnat de zone  |
|         | GP     | Grand Prix           |
|         | CoM    | Coupe du monde       |
|         | Sat.   | Tournoi satellite    |

#### Circuit principal
| Date       | Nom et lieu du tournoi                          | Cat. | Arme    | Type | Vainqueur                                                                               | Finaliste                                                                                      | Troisièmes |
| ---------- | ----------------------------------------------- | ---- | ------- | ---- | --------------------------------------------------------------------------------------- | ---------------------------------------------------------------------------------------------- | --- |
| 20/10/2017 | Chellenge des Pharaons, Le Caire                | CoM  | Fleuret | Ind. | Richard Kruse                                                                           | Alessio Foconi                                                                                 | Cheung Ka Long Race Imboden                                                                                          |
| 20/10/2017 | Chellenge des Pharaons, Le Caire                | CoM  | Fleuret | Éq.  | États-Unis- Miles Chamley-Watson - Race Imboden - Alexander Massialas - Gerek Meinhardt | Russie- Iskander Akhmetov - Timur Arslanov - Kirill Borodachev - Dmitry Zherebchenko           | Italie- Giorgio Avola - Andrea Cassarà - Alessio Foconi - Lorenzo Nista                                              |
| 27/10/2017 | Grand Prix de Berne, Berne                      | CoM  | Épée    | Ind. | Park Sang-young                                                                         | Bohdan Nikishyn                                                                                | Ihor Reizlin Volodymyr Stankevych                                                                                    |
| 27/10/2017 | Grand Prix de Berne, Berne                      | CoM  | Épée    | Éq.  | Corée du Sud- Kim Seung-gu - Park Kyoung-doo - Jung Jin-sun - Kweon Young-jun           | Russie- Sergey Bida - Anton Glebko - Sergey Khodos - Pavel Sukhov                              | Japon- Koki Kano - Kazuyasu Minobe - Satoru Uyama - Masaru Yamada                                                    |
| 03/11/2017 | Coupe du monde, Alger                           | CoM  | Sabre   | Ind. | Eli Dershwitz                                                                           | Enrico Berrè                                                                                   | Kamil Ibragimov Veniamin Reshetnikov                                                                                 |
| 03/11/2017 | Coupe du monde, Alger                           | CoM  | Sabre   | Éq.  | Allemagne- Max Hartung - Richard Hübers - Matyas Szabo - Benedikt Wagner                | Italie- Enrico Berrè - Luca Curatoli - Aldo Montano - Luigi Samele                             | Hongrie- Tamás Decsi - Csanád Gémesi - András Szatmári - Áron Szilágyi                                               |
| 10/11/2017 | Coupe du Prince Takamado, Tokyo                 | CoM  | Fleuret | Ind. | Erwann Le Péchoux                                                                       | Andrea Cassarà                                                                                 | Edoardo Luperi Gerek Meinhardt                                                                                       |
| 10/11/2017 | Coupe du Prince Takamado, Tokyo                 | CoM  | Fleuret | Éq.  | États-Unis- Miles Chamley-Watson - Race Imboden - Alexander Massialas - Gerek Meinhardt | Corée du Sud- Ha Tae-gyu - Heo Jun - Lee Kwang-hyun - Son Young-ki                             | Japon- Kyōsuke Matsuyama - Ryōhei Noguchi - Toshiya Saitō - Takahiro Shikine                                         |
| 17/11/2017 | Trophée Carroccio, Legnano                      | CoM  | Épée    | Ind. | András Redli                                                                            | Daniel Berta                                                                                   | Max Heinzer Ruslan Kurbanov                                                                                          |
| 17/11/2017 | Trophée Carroccio, Legnano                      | CoM  | Épée    | Éq.  | Russie- Sergey Bida - Nikita Glazkov - Sergey Khodos - Pavel Sukhov                     | Italie- Marco Fichera - Enrico Garozzo - Paolo Pizzo - Andrea Santarelli                       | Corée du Sud- An Sung-ho - Jung Jin-sun - Kim Seung-gu - Park Kyoung-doo                                             |
| 01/12/2017 | Grand Prix, Turin                               | GP   | Fleuret | Ind. | Alexander Massialas                                                                     | Timur Safin                                                                                    | Alessio Foconi Enzo Lefort                                                                                           |
| 01/12/2017 | Coupe Gerevich-Kovács-Kárpáti, Györ             | CoM  | Sabre   | Ind. | Oh Sang-uk                                                                              | Veniamin Reshetnikov                                                                           | Boladé Apithy Vincent Anstett                                                                                        |
| 01/12/2017 | Coupe Gerevich-Kovács-Kárpáti, Györ             | CoM  | Sabre   | Éq.  | Corée du Sud- Gu Bon-gil - Kim Jun-ho - Kim Jung-hwan - Oh Sang-uk                      | Italie- Enrico Berrè - Luca Curatoli - Aldo Montano - Luigi Samele                             | Hongrie- Tamás Decsi - Csanád Gémesi - András Szatmári - Áron Szilágyi                                               |
| 08/12/2017 | Grand Prix du Qatar, Doha                       | GP   | Épée    | Ind. | Park Sang-young                                                                         | Jung Jin-sun                                                                                   | Paolo Pizzo Andrea Santarelli                                                                                        |
| 15/12/2017 | Grand Prix, Cancún                              | GP   | Sabre   | Ind. | Oh Sang-uk                                                                              | Áron Szilágyi                                                                                  | Gu Bon-gil András Szatmári                                                                                           |
| 19/01/2018 | Challenge International de Paris, Paris         | CoM  | Fleuret | Ind. | Alessio Foconi                                                                          | Daniele Garozzo                                                                                | Giorgio Avola Julien Mertine                                                                                         |
| 19/01/2018 | Challenge International de Paris, Paris         | CoM  | Fleuret | Éq.  | États-Unis- Miles Chamley-Watson - Race Imboden - Alexander Massialas - Gerek Meinhardt | Italie- Giorgio Avola - Andrea Cassarà - Alessio Foconi - Daniele Garozzo                      | France- Erwann Auclin - Erwann Le Péchoux - Enzo Lefort - Julien Mertine                                             |
| 25/01/2018 | Coupe d'Heidenheim, Heidenheim an der Brenz     | CoM  | Épée    | Ind. | Kazuyasu Minobe                                                                         | Bohdan Nikishyn                                                                                | Vadim Anokhin Gabriele Cimini                                                                                        |
| 25/01/2018 | Coupe d'Heidenheim, Heidenheim an der Brenz     | CoM  | Épée    | Éq.  | Corée du Sud- Jung Jin-sun - Kweon Young-jun - Park Kyoung-doo - Park Sang-young        | France- Mathias Biabiany - Yannick Borel - Ronan Gustin - Daniel Jerent                        | Suisse- Max Heinzer - Lucas Malcotti - Michele Niggeler - Benjamin Steffen                                           |
| 02/02/2018 | Trophée Luxardo, Padoue                         | CoM  | Sabre   | Ind. | Eli Dershwitz                                                                           | Áron Szilágyi                                                                                  | Luca Curatoli András Szatmári                                                                                        |
| 02/02/2018 | Trophée Luxardo, Padoue                         | CoM  | Sabre   | Éq.  | Corée du Sud- Gu Bon-gil - Ha Han-sol - Kim Jung-hwan - Oh Sang-uk                      | Italie- Enrico Berrè - Luca Curatoli - Aldo Montano - Luigi Samele                             | Hongrie- Tamás Decsi - Csanád Gémesi - András Szatmári - Áron Szilágyi                                               |
| 09/02/2018 | Lion de Bonn, Bonn                              | CoM  | Fleuret | Ind. | Aleksey Cheremisinov                                                                    | Alexander Massialas                                                                            | Guillaume Bianchi Jérémy Cadot                                                                                       |
| 09/02/2018 | Lion de Bonn, Bonn                              | CoM  | Fleuret | Éq.  | États-Unis- Miles Chamley-Watson - Race Imboden - Alexander Massialas - Adam Mathieu    | Corée du Sud- Ha Tae-gyu - Kim Hyo-gon - Lee Kwang-hyun - Son Young-ki                         | France- Jérémy Cadot - Enzo Lefort - Erwann Le Péchoux - Julien Mertine                                              |
| 16/02/2018 | Coupe du monde, Vancouver                       | CoM  | Épée    | Ind. | Bohdan Nikishyn                                                                         | Daniel Jerent                                                                                  | Yannick Borel Pavel Pitra                                                                                            |
| 16/02/2018 | Coupe du monde, Vancouver                       | CoM  | Épée    | Éq.  | France- Mathias Biabiany - Yannick Borel - Ronan Gustin - Daniel Jerent                 | Italie- Lorenzo Buzzi - Gabriele Cimini - Enrico Garozzo - Andrea Santarelli                   | Corée du Sud- Jung Jin-sun - Kweon Young-jun - Park Kyoung-doo - Park Sang-young                                     |
| 23/02/2018 | Sabre de Wołodyjowski, Varsovie                 | CoM  | Sabre   | Ind. | Gu Bon-gil                                                                              | Matyas Szabo                                                                                   | Ali Pakdaman Benedikt Wagner                                                                                         |
| 23/02/2018 | Sabre de Wołodyjowski, Varsovie                 | CoM  | Sabre   | Éq.  | Corée du Sud- Gu Bon-gil - Kim Jung-hwan - Kim Jun-ho - Oh Sang-uk                      | Iran- Mojtaba Abedini - Farzad Baher Aresbaran - Ali Pakdaman - Mohammad Rahbari               | Hongrie- Tamás Decsi - Csanád Gémesi - Nikolász Iliász - Áron Szilágyi                                               |
| 16/03/2018 | Grand Prix, Long Beach                          | GP   | Fleuret | Ind. | Race Imboden                                                                            | Andrea Cassarà                                                                                 | Nicholas Choi Damiano Rosatelli                                                                                      |
| 23/03/2018 | Grand Prix Westend, Budapest                    | GP   | Épée    | Ind. | Max Heinzer                                                                             | Alex Fava                                                                                      | Jonathan Bonnaire Sergey Khodos                                                                                      |
| 30/03/2018 | Grand Prix, Séoul                               | GP   | Sabre   | Ind. | Áron Szilágyi                                                                           | Kim Jung-hwan                                                                                  | Eli Dershwitz Kamil Ibragimov                                                                                        |
| 04/05/2018 | Fleuret de Saint-Pétersbourg, Saint-Pétersbourg | CoM  | Fleuret | Ind. | Maxime Pauty                                                                            | Alessio Foconi                                                                                 | Aleksey Cheremisinov Lee Kwang-hyun                                                                                  |
| 04/05/2018 | Fleuret de Saint-Pétersbourg, Saint-Pétersbourg | CoM  | Fleuret | Éq.  | États-Unis- Miles Chamley-Watson - Race Imboden - Alexander Massialas - Gerek Meinhardt | Italie- Giorgio Avola - Andrea Cassarà - Alessio Foconi - Daniele Garozzo                      | France- Jérémy Cadot - Enzo Lefort - Erwann Le Péchoux - Julien Mertine                                              |
| 11/05/2018 | Sabre de Moscou, Moscou                         | GP   | Sabre   | Ind. | Oh Sang-uk                                                                              | Luca Curatoli                                                                                  | Mojtaba Abedini Gu Bon-gil                                                                                           |
| 11/05/2018 | Challenge Monal, Paris                          | CoM  | Épée    | Ind. | Nikolai Novosjolov                                                                      | Bohdan Nikishyn                                                                                | Park Kyoung-doo Bas Verwijlen                                                                                        |
| 11/05/2018 | Challenge Monal, Paris                          | CoM  | Épée    | Éq.  | Corée du Sud- Jung Byeung-chan - Jung Jin-sun - Park Kyoung-doo - Park Sang-young       | Hongrie- Zsombor Bányai - Daniel Berta - András Peterdi - András Redli                         | Ukraine- Bohdan Nikishyn - Ihor Reizlin - Volodymyr Stankevych - Roman Svichkar                                      |
| 18/05/2018 | Grand Prix, Shanghai                            | GP   | Fleuret | Ind. | Richard Kruse                                                                           | Timur Safin                                                                                    | Andrea Cassarà Race Imboden                                                                                          |
| 18/05/2018 | Ville de Madrid, Madrid                         | CoM  | Sabre   | Ind. | Enrico Berrè                                                                            | Veniamin Reshetnikov                                                                           | Daryl Homer Oh Sang-uk                                                                                               |
| 18/05/2018 | Ville de Madrid, Madrid                         | CoM  | Sabre   | Éq.  | Corée du Sud- Gu Bon-gil - Ha Han-sol - Kim Jung-hwan - Oh Sang-uk                      | Italie- Enrico Berrè - Luca Curatoli - Aldo Montano - Luigi Samele                             | Russie- Dmitriy Danilenko - Kamil Ibragimov - Konstantin Lokhanov - Veniamin Reshetnikov                             |
| 25/05/2018 | Grand Prix, Cali                                | GP   | Épée    | Ind. | Yannick Borel                                                                           | Jung Byeung-chan                                                                               | Daniel Jérent Park Sang-young                                                                                        |
| 05/06/2018 | Championnats d'Afrique, Tunis                   | ChZ  | Épée    | Ind. | Houssam El Kord                                                                         | Ahmad El Sokkary                                                                               | Alexandre Bouzaid Ahmed El Sayed                                                                                     |
| 05/06/2018 | Championnats d'Afrique, Tunis                   | ChZ  | Épée    | Éq.  | Égypte- Adel Abdelrahman - Ahmed El Sayed - Ahmad El Sokkary - Mahmoud Mohsen           | Sénégal- Cheikh Omar Diallo - Bourama Kéba Sagnan - Seckou Tounkara                            | Algérie- Menouar Benreguia - Maxime Ichem Cade - Mohamed Cherif Kraria                                               |
| 05/06/2018 | Championnats d'Afrique, Tunis                   | ChZ  | Fleuret | Ind. | Alaaeldin Abouelkassem                                                                  | Mohamed Ayoub Ferjani                                                                          | Mohamed Essam Victor Sintès                                                                                          |
| 05/06/2018 | Championnats d'Afrique, Tunis                   | ChZ  | Fleuret | Éq.  | Égypte- Alaaeldin Abouelkassem - Marwan Ahmed - Mohamed Essam - Mohamed Hamza           | Tunisie- Mohamed Ayoub Ferjani - Mohamed Khalil Jouini - Mohamed Aziz Metoui - Mohamed Samandi | Algérie- Roman Djitli - Salim Heroui - Yanis Baptiste Mabed - Victor Sintès                                          |
| 05/06/2018 | Championnats d'Afrique, Tunis                   | ChZ  | Sabre   | Ind. | Farès Ferjani                                                                           | Mohamed Amer                                                                                   | Hichem Samandi Mohab Samer                                                                                           |
| 05/06/2018 | Championnats d'Afrique, Tunis                   | ChZ  | Sabre   | Éq.  | Égypte- Mohamed Amer - Ahmed Amr - Mostafa Ayman - Mohab Samer                          | Tunisie- Amine Akkari - Ahmed Ferjani - Farès Ferjani - Hichem Samandi                         | Algérie- Akram Bounabi - Hamza Adel Kasdi - Anis Mairi                                                               |
| 15/06/2018 | Championnats panaméricains, La Havane           | ChZ  | Épée    | Ind. | J. A. Lugones Ruggeri                                                                   | Rubén Limardo                                                                                  | Jacob Hoyle Curtis McDowald                                                                                          |
| 15/06/2018 | Championnats panaméricains, La Havane           | ChZ  | Épée    | Éq.  | États-Unis- Jacob Hoyle - Dennis Kraft - Curtis McDowald - Jason Pryor                  | Venezuela- Francisco Limardo - Jesús Limardo - Rubén Limardo - Grabiel Lugo                    | Argentine- José Felix Domínguez - Agustín Gusman - Jesús Andrés Lugones Ruggeri - Alessandro Taccani                 |
| 15/06/2018 | Championnats panaméricains, La Havane           | ChZ  | Fleuret | Ind. | Race Imboden                                                                            | Maximilien van Haaster                                                                         | Alexander Massialas Gerek Meinhardt                                                                                  |
| 15/06/2018 | Championnats panaméricains, La Havane           | ChZ  | Fleuret | Éq.  | États-Unis- Miles Chamley-Watson - Race Imboden - Alexander Massialas - Gerek Meinhardt | Brésil- Henrique Marques - Heitor Shimbo - Guilherme Toldo - Marco Xavier                      | Canada- Blake Broszus - Eli Schenkel - Mikhail Sweet - Maximilien van Haaster                                        |
| 15/06/2018 | Championnats panaméricains, La Havane           | ChZ  | Sabre   | Ind. | Eli Dershwitz                                                                           | Shaul Gordon                                                                                   | Daryl Homer Andrew Mackiewicz                                                                                        |
| 15/06/2018 | Championnats panaméricains, La Havane           | ChZ  | Sabre   | Éq.  | États-Unis- Eli Dershwitz - Daryl Homer - Geoffrey Loss - Andrew Mackiewicz             | Canada- Farès Arfa - Marc Gélinas - Shaul Gordon - Pascal Lambert                              | Argentine- Pietro José Di Martino - Pascual María Di Tella - Martin Ezequiel Lora Grunwaldt - Stefano Ivan Lucchetti |
| 16/06/2018 | Championnats d'Europe, Novi Sad                 | ChZ  | Épée    | Ind. | Yannick Borel                                                                           | Nikolai Novosjolov                                                                             | Bohdan Nikishyn Richard Schmidt                                                                                      |
| 16/06/2018 | Championnats d'Europe, Novi Sad                 | ChZ  | Épée    | Éq.  | Russie- Sergey Bida - Nikita Glazkov - Sergey Khodos - Pavel Sukhov                     | France- Yannick Borel - Alex Fava - Aymerick Gally - Ronan Gustin                              | Italie- Gabriele Cimini - Marco Fichera - Enrico Garozzo - Andrea Santarelli                                         |
| 16/06/2018 | Championnats d'Europe, Novi Sad                 | ChZ  | Fleuret | Ind. | Aleksey Cheremisinov                                                                    | Daniele Garozzo                                                                                | Giorgio Avola Alexander Choupenitch                                                                                  |
| 16/06/2018 | Championnats d'Europe, Novi Sad                 | ChZ  | Fleuret | Éq.  | Russie- Timur Arslanov - Aleksey Cheremisinov - Timur Safin - Dmitry Zherebchenko       | Italie- Giorgio Avola - Andrea Cassarà - Alessio Foconi - Daniele Garozzo                      | Pologne- Krystian Gryglewski - Leszek Rajski - Andrzej Rządkowski - Michał Siess                                     |
| 16/06/2018 | Championnats d'Europe, Novi Sad                 | ChZ  | Sabre   | Ind. | Max Hartung                                                                             | Kamil Ibragimov                                                                                | Sandro Bazadze Dmitriy Danilenko                                                                                     |
| 16/06/2018 | Championnats d'Europe, Novi Sad                 | ChZ  | Sabre   | Éq.  | Hongrie- Tamás Decsi - Csanád Gémesi - András Szatmári - Áron Szilágyi                  | Italie- Enrico Berrè - Luca Curatoli - Aldo Montano - Luigi Samele                             | Allemagne- Max Hartung - Richard Hübers - Matyas Szabo - Benedikt Wagner                                             |
| 17/06/2018 | Championnats d'Asie, Bangkok                    | ChZ  | Épée    | Ind. | Jung Jin-sun                                                                            | Dmitriy Alexanin                                                                               | Fong Hoi Sun Koki Kano                                                                                               |
| 17/06/2018 | Championnats d'Asie, Bangkok                    | ChZ  | Épée    | Éq.  | Chine- Dong Chao - Lan Minghao - Shi Gaofeng - Xue Yangdong                             | Kazakhstan- Dmitriy Alexanin - Elmir Alimzhanov - Ruslan Kurbanov - Vadim Sharlaimov           | Ouzbékistan- Roman Aleksandrov - Fayzulla Alimov - Javokhirbek Nurmatov - Oleg Sokolov                               |
| 17/06/2018 | Championnats d'Asie, Bangkok                    | ChZ  | Fleuret | Ind. | Cheung Siu Lun                                                                          | Heo Jun                                                                                        | Ha Tae-gyu Huang Mengkai                                                                                             |
| 17/06/2018 | Championnats d'Asie, Bangkok                    | ChZ  | Fleuret | Éq.  | Corée du Sud- Ha Tae-gyu - Heo Jun - Lee Kwang-hyun - Son Young-ki                      | Hong Kong- Cheung Ka Long - Cheung Siu Lun - Choi Chun Yin - Nicholas Choi                     | Japon- Kyōsuke Matsuyama - Toshiya Saitō - Takahiro Shikine - Kenta Suzumura                                         |
| 17/06/2018 | Championnats d'Asie, Bangkok                    | ChZ  | Sabre   | Ind. | Gu Bon-gil                                                                              | Kim Jung-hwan                                                                                  | Kim Jun-ho Ali Pakdaman                                                                                              |
| 17/06/2018 | Championnats d'Asie, Bangkok                    | ChZ  | Sabre   | Éq.  | Chine- Lu Yang - Wang Shi - Xu Yingming - Yan Yinghui                                   | Iran- Mojtaba Abedini - Mohammad Fotouhi - Ali Pakdaman - Mohammad Rahbari                     | Corée du Sud- Gu Bon-gil - Kim Jung-hwan - Kim Jun-ho - Oh Sang-uk                                                   |
| 15/07/2018 | Championnats du monde, Wuxi                     | ChM  | Épée    | Ind. | Yannick Borel                                                                           | Rubén Limardo                                                                                  | Bohdan Nikishyn Roman Svichkar                                                                                       |
| 15/07/2018 | Championnats du monde, Wuxi                     | ChM  | Épée    | Éq.  | Suisse- Max Heinzer - Lucas Malcotti - Michele Niggeler - Benjamin Steffen              | Corée du Sud- Jung Jin-sun - Kweon Young-jun - Park Kyoung-doo - Park Sang-young               | Russie- Sergey Bida - Nikita Glazkov - Sergey Khodos - Pavel Sukhov                                                  |
| 15/07/2018 | Championnats du monde, Wuxi                     | ChM  | Fleuret | Ind. | Alessio Foconi                                                                          | Richard Kruse                                                                                  | Heo Jun Carlos Llavador                                                                                              |
| 15/07/2018 | Championnats du monde, Wuxi                     | ChM  | Fleuret | Éq.  | Italie- Giorgio Avola - Andrea Cassarà - Alessio Foconi - Daniele Garozzo               | États-Unis- Miles Chamley-Watson - Race Imboden - Alexander Massialas - Gerek Meinhardt        | Russie- Timur Arslanov - Aleksey Cheremisinov - Timur Safin - Dmitry Zherebchenko                                    |
| 15/07/2018 | Championnats du monde, Wuxi                     | ChM  | Sabre   | Ind. | Kim Jung-hwan                                                                           | Eli Dershwitz                                                                                  | Kamil Ibragimov Kim Jun-ho                                                                                           |
| 15/07/2018 | Championnats du monde, Wuxi                     | ChM  | Sabre   | Éq.  | Corée du Sud- Gu Bon-gil - Kim Jung-hwan - Kim Jun-ho - Oh Sang-uk                      | Italie- Enrico Berrè - Luca Curatoli - Aldo Montano - Luigi Samele                             | Hongrie- Tamás Decsi - Csanád Gémesi - András Szatmári - Áron Szilágyi                                               |

### Dames
| Légende | Abrégé | Catégorie            |
|         | ChM    | Championnat du monde |
|         | ChZ    | Championnat de zone  |
|         | GP     | Grand Prix           |
|         | CoM    | Coupe du monde       |
|         | Sat.   | Tournoi satellite    |

#### Circuit principal
| Date       | Nom et lieu du tournoi                                       | Cat. | Arme    | Type | Vainqueur                                                                                   | Finaliste                                                                                | Troisièmes                                                                                                   |
| ---------- | ------------------------------------------------------------ | ---- | ------- | ---- | ------------------------------------------------------------------------------------------- | ---------------------------------------------------------------------------------------- | --- |
| 13/10/2017 | Coupe du monde, Cancún                                       | CoM  | Fleuret | Ind. | Lee Kiefer                                                                                  | Alice Volpi                                                                              | Martina Batini Arianna Errigo                                                                                |
| 13/10/2017 | Coupe du monde, Cancún                                       | CoM  | Fleuret | Éq.  | Russie- Anastasia Ivanova - Marta Martyanova - Svetlana Tripapina - Adelina Zagidullina     | Italie- Martina Batini - Arianna Errigo - Camilla Mancini - Alice Volpi                  | États-Unis- Jacqueline Dubrovich - Margaret Lu - Sabrina Massialas - Nicole Ross                             |
| 20/10/2017 | Glaive de Tallinn, Tallinn                                   | CoM  | Épée    | Ind. | Mara Navarria                                                                               | Tatyana Gudkova                                                                          | Julia Beljajeva Emese Szász-Kovács                                                                           |
| 20/10/2017 | Glaive de Tallinn, Tallinn                                   | CoM  | Épée    | Éq.  | France- Aliya Bayram - Marie-Florence Candassamy - Alexandra Louis-Marie - Coraline Vitalis | Italie- Alice Clerici - Rossella Fiamingo - Roberta Marzani - Giulia Rizzi               | Chine- Lai Jiangling - Wang Yufen - Xu Chengzhi - Zhu Mingye                                                 |
| 27/10/2017 | Trophée BNP Paribas, Orléans                                 | CoM  | Sabre   | Ind. | Rossella Gregorio                                                                           | Loreta Gulotta                                                                           | Manon Brunet Bianca Pascu                                                                                    |
| 27/10/2017 | Trophée BNP Paribas, Orléans                                 | CoM  | Sabre   | Éq.  | Russie- Anna Bashta - Yana Obvintseva - Sofia Pozdniakova - Svetlana Sheveleva              | France- Cécilia Berder - Manon Brunet - Charlotte Lembach - Caroline Queroli             | Corée du Sud- Choi Shin-hui - Choi Soo-yeon - Hwang Seon-a - Lee Ra-jin                                      |
| 03/11/2017 | Challenge international de Saint-Maur, Saint-Maur des Fossés | CoM  | Fleuret | Ind. | Hong Hyo-jin                                                                                | Alice Volpi                                                                              | Chae Song-oh Svetlana Tripapina                                                                              |
| 03/11/2017 | Challenge international de Saint-Maur, Saint-Maur des Fossés | CoM  | Fleuret | Éq.  | Italie- Martina Batini - Arianna Errigo - Camilla Mancini - Alice Volpi                     | Russie- Inna Deriglazova - Anastasia Ivanova - Marta Martyanova - Svetlana Tripapina     | Chine- Fu Yiting - Gong Yu - Huo Xingxin - Wu Peilin                                                         |
| 10/11/2017 | Coupe du monde, Suzhou                                       | CoM  | Épée    | Ind. | Sun Yiwen                                                                                   | Nathalie Moellhausen                                                                     | Renata Knapik-Miazga Magdalena Piekarska                                                                     |
| 10/11/2017 | Coupe du monde, Suzhou                                       | CoM  | Épée    | Éq.  | Pologne- Renata Knapik-Miazga - Ewa Nelip - Magdalena Piekarska - Barbara Rutz              | Corée du Sud- Choi In-jeong - Jung Hyo-jung - Kang Young-mi - Shin A-lam                 | Estonie- Julia Beljajeva - Nelli Differt - Erika Kirpu - Kristina Kuusk                                      |
| 17/11/2017 | Coupe du monde, Sint-Niklaas                                 | CoM  | Sabre   | Ind. | Olha Kharlan                                                                                | Rossella Gregorio                                                                        | Yana Egorian Irene Vecchi                                                                                    |
| 17/11/2017 | Coupe du monde, Sint-Niklaas                                 | CoM  | Sabre   | Éq.  | Italie- Martina Criscio - Rossella Gregorio - Loreta Gulotta - Irene Vecchi                 | France- Cécilia Berder - Manon Brunet - Charlotte Lembach - Caroline Queroli             | Corée du Sud- Choi Soo-yeon - Kim Ji-yeon - Lee Ra-jin - Yoon Ji-su                                          |
| 01/12/2017 | Grand Prix, Turin                                            | GP   | Fleuret | Ind. | Inna Deriglazova                                                                            | Alice Volpi                                                                              | Arianna Errigo Valentina De Costanzo                                                                         |
| 08/12/2017 | Grand Prix du Qatar, Doha                                    | GP   | Épée    | Ind. | Ana Maria Popescu                                                                           | Mara Navarria                                                                            | Choi In-jeong Hou Guangjuan                                                                                  |
| 15/12/2017 | Grand Prix, Cancún                                           | GP   | Sabre   | Ind. | Olha Kharlan                                                                                | Arianna Errigo                                                                           | Cécilia Berder Yana Egorian                                                                                  |
| 12/01/2018 | Coupe du monde, Katowice                                     | CoM  | Fleuret | Ind. | Inna Deriglazova                                                                            | Lee Kiefer                                                                               | Camilla Mancini Anne Sauer                                                                                   |
| 12/01/2018 | Coupe du monde, Katowice                                     | CoM  | Fleuret | Éq.  | Russie- Inna Deriglazova - Anastasia Ivanova - Marta Martyanova - Svetlana Tripapina        | Italie- Arianna Errigo - Camilla Mancini - Francesca Palumbo - Alice Volpi               | France- Anita Blaze - Jéromine Mpah-Njanga - Pauline Ranvier - Ysaora Thibus                                 |
| 19/01/2018 | Coupe du monde, La Havane                                    | CoM  | Épée    | Ind. | Coraline Vitalis                                                                            | Lee Hye-in                                                                               | Kong Man Wai Sun Yiwen                                                                                       |
| 19/01/2018 | Coupe du monde, La Havane                                    | CoM  | Épée    | Éq.  | Corée du Sud- Choi In-jeong - Jung Hyo-jung - Kang Young-mi - Lee Hye-in                    | Russie- Tatyana Andryushina - Tatyana Gudkova - Violetta Kolobova - Daria Martynyuk      | Chine- Hou Guangjuan - Sun Yiwen - Xu Chengzi - Zhu Mingye                                                   |
| 26/01/2018 | Coupe du monde, Baltimore                                    | CoM  | Sabre   | Ind. | Martina Criscio                                                                             | Misaki Emura                                                                             | Charlotte Lembach Sarah Noutcha                                                                              |
| 26/01/2018 | Coupe du monde, Baltimore                                    | CoM  | Sabre   | Éq.  | France- Cécilia Berder - Manon Brunet - Charlotte Lembach - Caroline Queroli                | Chine- Fu Ying - Qian Jiarui - Shao Yaqi - Yang Hengyu                                   | Corée du Sud- Choi Soo-yeon - Kim Ji-yeon - Lee Ra-jin - Yoon Ji-su                                          |
| 02/02/2018 | Coupe du monde, Alger                                        | CoM  | Fleuret | Ind. | Alice Volpi                                                                                 | Erica Cipressa                                                                           | Inna Deriglazova Hanna Łyczbińska                                                                            |
| 02/02/2018 | Coupe du monde, Alger                                        | CoM  | Fleuret | Éq.  | Russie- Inna Deriglazova - Anastasia Ivanova - Marta Martyanova - Svetlana Tripapina        | France- Anita Blaze - Astrid Guyart - Pauline Ranvier - Ysaora Thibus                    | États-Unis- Iman Blow - Jacqueline Dubrovich - Nzingha Prescod - Nicole Ross                                 |
| 09/02/2018 | Coupe du monde, Barcelone                                    | CoM  | Épée    | Ind. | Zhu Mingye                                                                                  | Tatyana Andryushina                                                                      | Kang Young-mi Olena Kryvytska                                                                                |
| 09/02/2018 | Coupe du monde, Barcelone                                    | CoM  | Épée    | Éq.  | Russie- Tatyana Gudkova - Violetta Khrapina - Olga Kochneva - Violetta Kolobova             | Italie- Rossella Fiamingo - Mara Navarria - Giulia Rizzi - Alberta Santuccio             | États-Unis- Katharine Holmes - Courtney Hurley - Kelley Hurley - Amanda Sirico                               |
| 16/03/2018 | Grand Prix, Long Beach                                       | GP   | Fleuret | Ind. | Inna Deriglazova                                                                            | Anne Sauer                                                                               | Leonie Ebert Lee Kiefer                                                                                      |
| 16/03/2018 | Coupe Akropolis, Athènes                                     | CoM  | Sabre   | Ind. | Bianca Pascu                                                                                | Liza Pusztai                                                                             | Manon Brunet Anna Márton                                                                                     |
| 16/03/2018 | Coupe Akropolis, Athènes                                     | CoM  | Sabre   | Éq.  | Italie- Martina Criscio - Rossella Gregorio - Loreta Gulotta - Irene Vecchi                 | Corée du Sud- Choi Soo-yeon - Kim Ji-yeon - Lee Ra-jin - Yoon Ji-su                      | France- Cécilia Berder - Saoussen Boudiaf - Charlotte Lembach - Caroline Quéroli                             |
| 23/03/2018 | Grand Prix Westend, Budapest                                 | GP   | Épée    | Ind. | Mara Navarria                                                                               | Lin Sheng                                                                                | Marie-Florence Candassamy Ewa Nelip                                                                          |
| 30/03/2018 | Grand Prix, Séoul                                            | GP   | Sabre   | Ind. | Olha Kharlan                                                                                | Anna Márton                                                                              | Anna Limbach Bianca Pascu                                                                                    |
| 27/04/2018 | Coupe Reinhold-Würth, Tauberbischofsheim                     | CoM  | Fleuret | Ind. | Inna Deriglazova                                                                            | Jeon Hee-sook                                                                            | Leonie Ebert Lee Kiefer                                                                                      |
| 27/04/2018 | Coupe Reinhold-Würth, Tauberbischofsheim                     | CoM  | Fleuret | Éq.  | Russie- Inna Deriglazova - Marta Martyanova - Svetlana Tripapina - Adelina Zagidullina      | Italie- Erica Cipressa - Arianna Errigo - Camilla Mancini - Alice Volpi                  | France- Anita Blaze - Astrid Guyart - Jéromine Mpah-Njanga - Ysaora Thibus                                   |
| 04/05/2018 | Coupe du monde, Dubai                                        | CoM  | Épée    | Ind. | Sun Yiwen                                                                                   | Laurence Épée                                                                            | Choi In-jeong Violetta Kolobova                                                                              |
| 04/05/2018 | Coupe du monde, Dubai                                        | CoM  | Épée    | Éq.  | États-Unis- Katharine Holmes - Courtney Hurley - Kelley Hurley - Natalie Vie                | Russie- Tatyana Andryushina - Violetta Khrapina - Violetta Kolobova - Aizanat Murtazaeva | Italie- Rossella Fiamingo - Mara Navarria - Giulia Rizzi - Alberta Santuccio                                 |
| 12/05/2018 | Sabre de Moscou, Moscou                                      | GP   | Sabre   | Ind. | Sofia Velikaïa                                                                              | Anna Márton                                                                              | Kim Ji-yeon Mariel Zagunis                                                                                   |
| 18/05/2018 | Grand Prix, Shanghai                                         | GP   | Fleuret | Ind. | Inna Deriglazova                                                                            | Karin Miyawaki                                                                           | Chae Song-oh Eleanor Harvey                                                                                  |
| 25/05/2018 | Grand Prix, Cali                                             | GP   | Épée    | Ind. | Emese Szász-Kovács                                                                          | Courtney Hurley                                                                          | Federica Isola Auriane Mallo                                                                                 |
| 02/06/2018 | Coupe du monde, Tunis                                        | CoM  | Sabre   | Ind. | Manon Brunet                                                                                | Olha Kharlan                                                                             | Bianca Pascu Margaux Rifkiss                                                                                 |
| 02/06/2018 | Coupe du monde, Tunis                                        | CoM  | Sabre   | Éq.  | Russie- Yana Egorian - Sofia Pozdniakova - Svetlana Sheveleva - Sofia Velikaïa              | France- Sara Balzer - Manon Brunet - Charlotte Lembach - Caroline Quéroli                | Italie- Martina Criscio - Rossella Gregorio - Loreta Gulotta - Irene Vecchi                                  |
| 05/06/2018 | Championnats d'Afrique, Tunis                                | ChZ  | Épée    | Ind. | Aya Medany                                                                                  | Nardin Ehab                                                                              | Inès Boubakri Gbahi Gwladys Sakoa                                                                            |
| 05/06/2018 | Championnats d'Afrique, Tunis                                | ChZ  | Épée    | Éq.  | Égypte- Nardin Ehab - Salwa Gaber - Ayah Mahdy - Aya Medany                                 | Tunisie- Sarra Besbes - Nesrine Ghrib - Maya Mansouri - Feryel Ziden                     | Algérie- Maroua Gueham - Hanane Laggoune - Yousra Zeboudj                                                    |
| 05/06/2018 | Championnats d'Afrique, Tunis                                | ChZ  | Fleuret | Ind. | Inès Boubakri                                                                               | Yara El Sharkawy                                                                         | Noha Hany Noura Mohamed                                                                                      |
| 05/06/2018 | Championnats d'Afrique, Tunis                                | ChZ  | Fleuret | Éq.  | Tunisie- Sarra Afi - Inès Boubakri - Haïfa Jabri - Fatma Sethom                             | Algérie- Inès-Jade Fellah - Meriem Mebarki - Sonia Zeboudj                               | Égypte- Yara El Sharkawy - Noha Hany - Noura Mohamed                                                         |
| 05/06/2018 | Championnats d'Afrique, Tunis                                | ChZ  | Sabre   | Ind. | Azza Besbes                                                                                 | Nada Hafez                                                                               | Abik Boungab Lina Mohamed                                                                                    |
| 05/06/2018 | Championnats d'Afrique, Tunis                                | ChZ  | Sabre   | Éq.  | Tunisie- Amira Ben Chaabane - Azza Besbes - Khadija Chemkhi - Yosra Ghrairi                 | Égypte- Logayn Faramawe - Lina Mohamed - Nour Montaser                                   | Algérie- Chaïma Benadouda - Amira El Hafaïa - Abik Boungab                                                   |
| 15/06/2018 | Championnats panaméricains, La Havane                        | ChZ  | Épée    | Ind. | Kelley Hurley                                                                               | Isabel Di Tella                                                                          | Guo Zi Shan Yamilka Rodríguez Quesada                                                                        |
| 15/06/2018 | Championnats panaméricains, La Havane                        | ChZ  | Épée    | Éq.  | États-Unis- Katharine Holmes - Courtney Hurley - Kelley Hurley - Amanda Sirico              | Canada- Guo Zi Shan - Malinka Hoppe Montanaro - Leonora Mackinnon - Sze Ka Yan           | Cuba- Yania Gavilán Sánchez - Diamelys González Sandoval - Ceily Mendoza Venzant - Yamilka Rodríguez Quesada |
| 15/06/2018 | Championnats panaméricains, La Havane                        | ChZ  | Fleuret | Ind. | Lee Kiefer                                                                                  | Kelleigh Ryan                                                                            | Nzingha Prescod Nicole Ross                                                                                  |
| 15/06/2018 | Championnats panaméricains, La Havane                        | ChZ  | Fleuret | Éq.  | États-Unis- Lee Kiefer - Margaret Lu - Nzingha Prescod - Nicole Ross                        | Canada- Shannon Comerford - Alanna Goldie - Eleanor Harvey - Kelleigh Ryan               | Brésil- Ana Beatriz Bulcão - Gabriela Pecchini - Mariana Pistoia - Ana Toldo                                 |
| 15/06/2018 | Championnats panaméricains, La Havane                        | ChZ  | Sabre   | Ind. | Dagmara Wozniak                                                                             | Anne-Elizabeth Stone                                                                     | Chloe Fox-Gitomer María Belén Pérez Maurice                                                                  |
| 15/06/2018 | Championnats panaméricains, La Havane                        | ChZ  | Sabre   | Éq.  | États-Unis- Monica Aksamit - Chloe Fox-Gitomer - Anne-Elizabeth Stone - Dagmara Wozniak     | Mexique- Natalia Botello - Alekxandra Echeverría - Vanessa Infante - Julieta Toledo      | Venezuela- Luismar Banezca - Alejandra Benítez - Milagros Pastran - Shia Rodríguez                           |
| 16/06/2018 | Championnats d'Europe, Novi Sad                              | ChZ  | Épée    | Ind. | Katrina Lehis                                                                               | Kristina Kuusk                                                                           | Julia Beljajeva Violetta Kolobova                                                                            |
| 16/06/2018 | Championnats d'Europe, Novi Sad                              | ChZ  | Épée    | Éq.  | France- Marie-Florence Candassamy - Laurence Épée - Auriane Mallo - Coraline Vitalis        | Pologne- Renata Knapik-Miazga - Ewa Nelip - Barbara Rutz - Aleksandra Zamachowska        | Estonie- Julia Beljajeva - Irina Embrich - Erika Kirpu - Kristina Kuusk                                      |
| 16/06/2018 | Championnats d'Europe, Novi Sad                              | ChZ  | Fleuret | Ind. | Inna Deriglazova                                                                            | Arianna Errigo                                                                           | Martyna Synoradzka Alice Volpi                                                                               |
| 16/06/2018 | Championnats d'Europe, Novi Sad                              | ChZ  | Fleuret | Éq.  | Italie- Chiara Cini - Arianna Errigo - Camilla Mancini - Alice Volpi                        | Russie- Inna Deriglazova - Anastasia Ivanova - Marta Martyanova - Svetlana Tripapina     | France- Anita Blaze - Astrid Guyart - Pauline Ranvier - Ysaora Thibus                                        |
| 16/06/2018 | Championnats d'Europe, Novi Sad                              | ChZ  | Sabre   | Ind. | Sofia Velikaïa                                                                              | Cécilia Berder                                                                           | Marta Puda Svetlana Sheveleva                                                                                |
| 16/06/2018 | Championnats d'Europe, Novi Sad                              | ChZ  | Sabre   | Éq.  | Russie- Yana Egorian - Sofia Pozdniakova - Svetlana Sheveleva - Sofia Velikaïa              | Ukraine- Yuliya Bakastova - Olha Kharlan - Alina Komachtchouk - Olena Voronina           | France- Cécilia Berder - Manon Brunet - Charlotte Lembach - Caroline Quéroli                                 |
| 17/06/2018 | Championnats d'Asie, Bangkok                                 | ChZ  | Épée    | Ind. | Kong Man Wai                                                                                | Kang Young-mi                                                                            | Hsieh Sin Yan Lee Hye-in                                                                                     |
| 17/06/2018 | Championnats d'Asie, Bangkok                                 | ChZ  | Épée    | Éq.  | Chine- Hou Guangjuan - Li Sheng - Sun Yiwen - Zhu Mingye                                    | Hong Kong- Chu Ka Mong - Hsieh Sin Yan - Kong Man Wai - Lin Yik Hei                      | Corée du Sud- Choi In-jeong - Kang Young-mi - Lee Hye-in - Shin A-lam                                        |
| 17/06/2018 | Championnats d'Asie, Bangkok                                 | ChZ  | Fleuret | Ind. | Komaki Kikuchi                                                                              | Jeon Hee-sook                                                                            | Fu Yiting Nam Hyun-hee                                                                                       |
| 17/06/2018 | Championnats d'Asie, Bangkok                                 | ChZ  | Fleuret | Éq.  | Corée du Sud- Hong Hyo-jin - Hong Seo-in - Jeon Hee-sook - Nam Hyun-hee                     | Japon- Sera Azuma - Komaki Kikuchi - Karin Miyawaki - Shiho Nishioka                     | Chine- Chen Qingyuan - Fu Yiting - Huo Xingxin - Shi Yue                                                     |
| 17/06/2018 | Championnats d'Asie, Bangkok                                 | ChZ  | Sabre   | Ind. | Kim Ji-yeon                                                                                 | Qian Jiarui                                                                              | Choi Soo-yeon Lam Hin Wai                                                                                    |
| 17/06/2018 | Championnats d'Asie, Bangkok                                 | ChZ  | Sabre   | Éq.  | Chine- Jia Xiaoye - Qian Jiarui - Shao Yaqi - Yang Hengyu                                   | Corée du Sud- Choi Soo-yeon - Hwang Seon-a - Kim Ji-yeon                                 | Kazakhstan- Aibike Khabibullina - Tamara Pochekutova - Tatyana Prikhodko - Aigerim Sarybay                   |
| 15/07/2018 | Championnats du monde, Wuxi                                  | ChM  | Épée    | Ind. | Mara Navarria                                                                               | Ana Maria Popescu                                                                        | Courtney Hurley Laura Stähli                                                                                 |
| 15/07/2018 | Championnats du monde, Wuxi                                  | ChM  | Épée    | Éq.  | États-Unis- Katharine Holmes - Courtney Hurley - Kelley Hurley - Amanda Sirico              | Corée du Sud- Choi In-jeong - Kang Young-mi - Lee Hye-in - Shin A-lam                    | Chine- Lin Sheng - Sun Yiwen - Xu Chengzi - Zhu Mingye                                                       |
| 15/07/2018 | Championnats du monde, Wuxi                                  | ChM  | Fleuret | Ind. | Alice Volpi                                                                                 | Ysaora Thibus                                                                            | Inès Boubakri Arianna Errigo                                                                                 |
| 15/07/2018 | Championnats du monde, Wuxi                                  | ChM  | Fleuret | Éq.  | États-Unis- Lee Kiefer - Margaret Lu - Nzingha Prescod - Nicole Ross                        | Italie- Chiara Cini - Arianna Errigo - Camilla Mancini - Alice Volpi                     | France- Anita Blaze - Astrid Guyart - Pauline Ranvier - Ysaora Thibus                                        |
| 15/07/2018 | Championnats du monde, Wuxi                                  | ChM  | Sabre   | Ind. | Sofia Pozdniakova                                                                           | Sofia Velikaïa                                                                           | Yana Egorian Anne-Elizabeth Stone                                                                            |
| 15/07/2018 | Championnats du monde, Wuxi                                  | ChM  | Sabre   | Éq.  | France- Cécilia Berder - Manon Brunet - Charlotte Lembach - Caroline Quéroli                | Russie- Yana Egorian - Sofia Pozdniakova - Svetlana Sheveleva - Sofia Velikaïa           | Corée du Sud- Choi Soo-yeon - Hwang Seon-a - Kim Ji-yeon - Yoon Ji-su                                        |

## Classements généraux

### Épée
| Rang | Nom                | Points |
| ---- | ------------------ | ------ |
| 1    | Yannick Borel      | 214    |
| 2    | Bohdan Nikishyn    | 211    |
| 3    | Park Sang-young    | 179    |
| 4    | Rubén Limardo      | 146    |
| 5    | Jung Jin-sun       | 141    |
| 6    | Max Heinzer        | 126    |
| 7    | Nikolai Novosjolov | 101    |
| 8    | Dmitriy Aleksanin  | 93,5   |
| 9    | Curtis McDowald    | 87,5   |
| 10   | Koki Kanō          | 87     |

| Rang | Nom          | Points |
| ---- | ------------ | ------ |
| 1    | Corée du Sud | 360    |
| 2    | Russie       | 322    |
| 3    | France       | 308    |
| 4    | Suisse       | 290    |
| 5    | Italie       | 270    |

| Rang | Nom                | Points |
| ---- | ------------------ | ------ |
| 1    | Mara Navarria      | 221    |
| 2    | Ana Maria Popescu  | 179    |
| 3    | Emese Szász-Kovács | 158    |
| 4    | Olena Kryvytska    | 132    |
| 5    | Sun Yiwen          | 126    |
| 6    | Kang Young-mi      | 124    |
| 7    | Choi In-jeong      | 113    |
| 8    | Katrina Lehis      | 109    |
| 9    | Kong Man Wai       | 107    |
| 10   | Courtney Hurley    | 102,5  |

| Rang | Nom          | Points |
| ---- | ------------ | ------ |
| 1    | États-Unis   | 346    |
| 2    | Corée du Sud | 316    |
| 3    | Russie       | 306    |
| 4    | France       | 288    |
| 5    | Chine        | 282    |

### Fleuret
| Rang | Nom                  | Points |
| ---- | -------------------- | ------ |
| 1    | Alessio Foconi       | 218    |
| 2    | Richard Kruse        | 200    |
| 3    | Race Imboden         | 192    |
| 4    | Andrea Cassarà       | 154    |
| 5    | Aleksey Cheremisinov | 151    |
| 6    | Timur Safin          | 147    |
| 7    | Daniele Garozzo      | 147    |
| 8    | Alexander Massialas  | 143    |
| 9    | Erwann Le Péchoux    | 120    |
| 10   | Giorgio Avola        | 117    |

| Rang | Nom          | Points |
| ---- | ------------ | ------ |
| 1    | États-Unis   | 424    |
| 2    | Italie       | 356    |
| 3    | Corée du Sud | 308    |
| 4    | Russie       | 300    |
| 5    | France       | 254    |

| Rang | Nom                | Points |
| ---- | ------------------ | ------ |
| 1    | Inna Deriglazova   | 291    |
| 2    | Alice Volpi        | 254    |
| 3    | Lee Kiefer         | 203    |
| 4    | Inès Boubakri      | 159    |
| 5    | Arianna Errigo     | 148    |
| 6    | Ysaora Thibus      | 134    |
| 7    | Eleanor Harvey     | 128    |
| 8    | Leonie Ebert       | 113    |
| 9    | Svetlana Tripapina | 111    |
| 10   | Camilla Mancini    | 110    |

| Rang | Nom          | Points |
| ---- | ------------ | ------ |
| 1    | Italie       | 388    |
| 2    | Russie       | 360    |
| 3    | États-Unis   | 344    |
| 4    | France       | 284    |
| 5    | Corée du Sud | 243    |

### Sabre
| Rang | Nom                  | Points |
| ---- | -------------------- | ------ |
| 1    | Eli Dershwitz        | 249    |
| 2    | Gu Bon-gil           | 197    |
| 3    | Kim Jung-hwan        | 195    |
| 4    | Áron Szilágyi        | 189    |
| 5    | Oh Sang-uk           | 178    |
| 6    | Kamil Ibragimov      | 173    |
| 7    | Luca Curatoli        | 156    |
| 8    | András Szatmári      | 139    |
| 9    | Max Hartung          | 122    |
| 10   | Veniamin Reshetnikov | 120    |

| Rang | Nom          | Points |
| ---- | ------------ | ------ |
| 1    | Corée du Sud | 424    |
| 2    | Italie       | 364    |
| 3    | Hongrie      | 304    |
| 4    | Allemagne    | 258    |
| 5    | Iran         | 258    |

| Rang | Nom               | Points |
| ---- | ----------------- | ------ |
| 1    | Olha Kharlan      | 190    |
| 2    | Sofia Velikaïa    | 175    |
| 3    | Anna Márton       | 159    |
| 4    | Cécilia Berder    | 159    |
| 5    | Bianca Pascu      | 155    |
| 6    | Yana Egorian      | 140    |
| 7    | Kim Ji-yeon       | 128    |
| 8    | Sofia Pozdniakova | 128    |
| 9    | Rossella Gregorio | 119    |
| 10   | Dagmara Wozniak   | 115    |

| Rang | Nom          | Points |
| ---- | ------------ | ------ |
| 1    | France       | 388    |
| 2    | Russie       | 364    |
| 3    | Italie       | 312    |
| 4    | Corée du Sud | 304    |
| 5    | États-Unis   | 260    |

## Statistiques
Tableaux des médailles masculin et féminin global des épreuves de coupe du monde, hors tournois satellites et grands championnats. 
| Rang  | Nation          | Or | Argent | Bronze | Total |
| ----- | --------------- | -- | ------ | ------ | ----- |
| 1     | Corée du Sud    | 13 | 5      | 8      | 26    |
| 2     | États-Unis      | 9  | 1      | 5      | 15    |
| 3     | France          | 4  | 3      | 11     | 18    |
| 4     | Italie          | 2  | 15     | 11     | 28    |
| 5     | Russie          | 2  | 6      | 7      | 15    |
| 6     | Hongrie         | 2  | 4      | 6      | 12    |
| 7     | Grande-Bretagne | 2  | 0      | 0      | 2     |
| 8     | Ukraine         | 1  | 3      | 3      | 7     |
| 9     | Allemagne       | 1  | 1      | 1      | 3     |
| 10    | Japon           | 1  | 0      | 2      | 3     |
| 10    | Suisse          | 1  | 0      | 2      | 3     |
| Total | Total           | 39 | 39     | 64     | 142   |

| Rang  | Nation       | Or | Argent | Bronze | Total |
| ----- | ------------ | -- | ------ | ------ | ----- |
| 1     | Russie       | 12 | 5      | 5      | 22    |
| 2     | Italie       | 9  | 13     | 9      | 31    |
| 3     | France       | 4  | 5      | 11     | 20    |
| 4     | Chine        | 3  | 2      | 5      | 10    |
| 5     | Ukraine      | 3  | 1      | 1      | 5     |
| 6     | Corée du Sud | 2  | 4      | 9      | 15    |
| 7     | États-Unis   | 2  | 2      | 5      | 9     |
| 8     | Roumanie     | 2  | 0      | 3      | 5     |
| 9     | Hongrie      | 1  | 3      | 2      | 6     |
| 10    | Pologne      | 1  | 0      | 4      | 5     |
| Total | Total        | 39 | 39     | 64     | 142   |